# Lucius Cornelius Lentulus Caudinus (consul in 237 v.Chr.)
Lucius Cornelius Lentulus Caudinus (Latijn: L. Cornelius L. f. Ti. n. Lentulus Caudinus) was een Romeins politicus uit de 3e eeuw v.Chr.
Lucius Cornelius Lentulus Caudinus was de zoon van de gelijknamige consul van 275 v.Chr. en broer van Publius Cornelius Lentulus Caudinus.
Hij werd in 237 v.Chr. samen met Quintus Fulvius Flaccus tot consul verkozen. Beide consuls zouden campagnes leiden tegen Galliërs en Liguriërs.
In 236 v.Chr., het jaar waarin zijn broer Publius consul was, werd Lucius samen met Quintus Lutatius Cerco aangesteld tot censor, maar Quintus zou datzelfde jaar nog komen te sterven.
In 221 v.Chr. werd Lucius, die dan al pontifex was, tot pontifex maximus gekozen in opvolging van Lucius Caecilius Metellus. Hij liet in 217 v.Chr. als pontifex maximus het volk raadplegen in verband met het ver sacrum (lenteoffer). In tegenstelling tot wat vroeger werd gedacht was hij geen princeps senatus.
Nadat hij in 213 v.Chr. was overleden, werd hij het volgende jaar, na een bitse verkiezing onder het voorzitterschap van de pas verkozen pontifex Marcus Cornelius Cethegus, door de jonge Publius Licinius Crassus Dives opgevolgd als pontifex maximus.
Hij liet twee zonen na, Lucius en Gnaius, die beiden op hun beurt het consulaat zouden bekleden.

## Referentie
- T.R.S. Broughton, The Magistrates of the Roman Republic, I, New York, 1951, pp. 221-222, 234, 266-267 (n. 6), 271.